# Pali kanon
Pali kanon je zbirka verskih zapisov v indijskem jeziku pali, ki se v teravadskem budizmu smatra za učenje Bude (Dhammavinaja). Po smrti Gotama Bude se je kanon več stoletij ustno prenašal. Prvič je bil zapisan na Šrilanki. Deli se na tri dele imenovane pitake (pali piṭaka, 'košara'):  
- Vinaja pitaka – pravila za monastike in zgodbe nastanka teh pravil

- Sutta pitaka – Sutte so razprave, ki jih je Buda imel v svojih petinširidesetih letih poučevanja. Zbrane so v pet kolekcij (nikaj).

- Abidamma pitaka – strnitev učenj. Filozofsko je bolj poglobljena in je mlajšega izvora kot druga dva dela.[2]